# Тут (мини-сериал)
«Тут» (англ. Tut) — канадо-американский драматический мини-сериал, показ которого осуществлял кабельный телеканал Spike с 19 июля по 21 июля 2015 года. Мини-сериал состоящий из трёх эпизодов, повествует о жизни египетского фараона Тутанхамона, начиная с его юности и заканчивая тайной, покрывшей историю его смерти.

## Производство
Проект «Тут» был впервые объявлен на телеканале Spike в мае 2014 года. Сериал знаменует собой возвращение телеканала к программному телевещанию. Мини-сериал создан компанией Muse Entertainment, наиболее известной по таким мини-сериалам, как «Клан Кеннеди» и «Столпы Земли».

## В ролях

### Основной состав
- Бен Кингсли — визирь Эйе
- Эван Джогиа — Тутанхамон
- Сибилла Дин — Анхесенамон
- Александр Сиддиг — Амон
- Кайли Банбери — Сухад
- Питер Гадиот — Ка
- Иддо Голдберг — Лагус
- Алистер Тови — Нахт
- Стив Туссэн — Тушратта
- Нонсо Анози — генерал Хоремхеб

### Второстепенный состав
- Кайзер Ахтар — юный Тутанхамон
- Сайлас Карсон — Эхнатон
- Стив Кусак — Паранеффер
- Александр Лирас — генерал Йуйя
- Джоффри Бертон — Даги[англ.]
- Леон Лопес — Сет
- Даниэла Лавендер — Херит[англ.]
- Исмаил Канатер — жрец бога Себека

## Эпизоды
В России сериал транслировался в редакции из 6 серий по 45 минут 3-4 января 2020 года МТРК «Мир» по несколько серий на эфир глубокой ночью.
| № | Название                                           | Режиссёр        | Автор сценария                                                                    | Дата премьеры | Зрители в США (млн) |
| - | -------------------------------------------------- | --------------- | --------------------------------------------------------------------------------- | ------------- | ------------------- |
| 1 | «Часть первая: Власть» «Part One: Power»           | Дэвид фон Анкен | Майкл Викерман, Питер Пейдж и Брэд Бредевег                                       | 19 июля 2015  | 1,7                 |
| 2 | «Часть вторая: Предательство» «Part Two: Betrayal» | Дэвид фон Анкен | Майкл Викерман, Брэд Бредевег и Питер Пейдж                                       | 20 июля 2015  | 1,69                |
| 3 | «Часть третья: Судьба» «Part Three: Destiny»       | Дэвид фон Анкен | История: Майкл Викерман, Питер Пейдж и Брэд Бредевег Телесценарий: Майкл Викерман | 21 июля 2015  | 1,44                |

## Отзывы критиков
Телесериал получил негативные отзывы, как за чрезмерную мелодраматичность, так и за историческую недостоверность. Брайан Лоури из Variety написал, что «фараон Тутанхамон оставил после себя целый клад интересных загадок, но для мини-сериала „Тут“ лишь прозвище фараона является краеугольным камнем; шоу рассказывает о короле-мальчике, чтобы сделать из его короткой жизни историческую мелодраму. Бен Кингсли, играющий коварного визиря, окружён молодыми актёрами, которые зачастую выглядят так, как будто снимаются для рекламы шампуня. В шоу показаны скромные радости дворцовых интриг, но дан лишь незначительный импульс, чтобы удержать зрителей у телеэкранов на протяжении трёх ночей, при условии, что они знают об истории достаточно, чтобы понять, что ведущий персонаж в сиквеле будет отсутствовать».
Роберт Бьянко из USA Today заявил, что «мини-сериал „Тут“ является переполненной мелодрамой». В то же время Кит Улик из The Hollywood Reporter пишет, что «три ночи показа мини-сериала про египетского фараона Тутанхамона на Spike не вызывает никакого увлечения».